# Deandre Kerr
Deandre Kerr, né le 29 novembre 2002 à Toronto, en Ontario au Canada, est un joueur canadien de soccer. Il joue au poste de milieu offensif au Toronto FC en MLS.

## Biographie

### En club
Né à Toronto en Ontario au Canada, Deandre Kerr joue dans l'académie du Toronto FC avant de rejoindre l'Orange de Syracuse. Il fait ensuite son retour au Toronto FC, signant le 21 janvier 2022 un contrat de trois ans, soit jusqu'en décembre 2023, avec deux options pour des prolongations jusqu'en 2025 et 2026,.
Le 26 février 2022, Deandre Kerr fait sa première apparition en équipe première lors de la première journée de la saison 2022 de Major League Soccer contre le FC Dallas. Il est titularisé et les deux équipes se neutralisent (1-1 score final).

### En sélection
Deandre Kerr représente l'équipe du Canada des moins de 17 ans. Avec cette sélection il est retenu pour participer à la Coupe du monde des moins de 17 ans en 2019. Lors de ce tournoi organisé au Brésil il joue trois matchs, tous en tant que titulaire, mais son équipe, qui s'incline à trois reprises dans la phase de groupes, est éliminée à ce stade de la compétition.